# Climbazole
Climbazole là một chất chống nấm tại chỗ thường được sử dụng trong điều trị nhiễm nấm da ở người như viêm da tiết bã  và bệnh chàm. Climbazole đã cho thấy hiệu quả in vitro và in vivo cao đối với Pityrosporum ovale dường như đóng vai trò quan trọng trong sinh bệnh học của gàu.  Cấu trúc hóa học và tính chất của nó tương tự như các loại thuốc diệt nấm khác như ketoconazole và miconazole.

## Chỉ định và công thức
Nó thường được tìm thấy như là một thành phần hoạt động trong các sản phẩm chống gàu và chống nấm của OTC, bao gồm dầu gội, kem dưỡng da và dầu xả. Nó có thể đi kèm với các hoạt chất khác như kẽm pyrithione hoặc triclosan.

## Phản ứng phụ
Có thể gây kích ứng tại chỗ của da với các triệu chứng bao gồm đỏ, phát ban và ngứa. 